# 伊曼纽尔·菲尔克

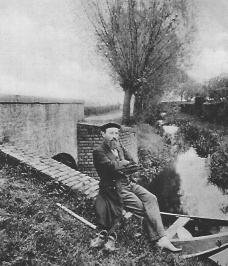
黏土牧师菲尔克在1900年前后

新教牧师利奥波特·埃德曼·伊曼纽尔·菲尔克（德語：Leopold Erdmann Emanuel Felke；1856年2月7日—1926年8月16日）是一位自然疗法专家，创立了菲尔克疗法。他生于德国施滕达尔附近的克拉顿，于1896年到1914年间活跃于莫尔斯（Moers）附近的瑞比邻（Repelen），在1915年到1925年间从业于伯德·索伯恩海姆（Bad Sobernheim）。他还精通虹膜诊断学（虹膜学），同时被视为复合和疗医学的创始人。
1926年8月16日，他在慕尼黑逝世，葬于伯德·索伯恩海姆。

## 生平

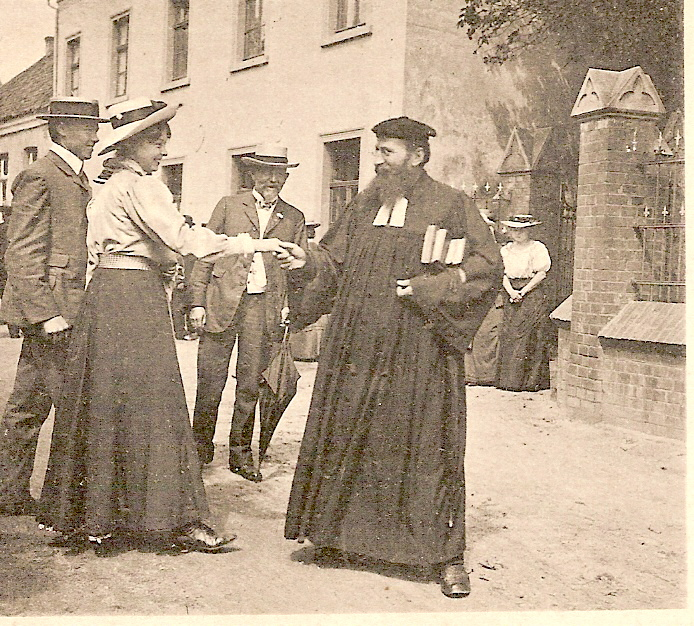
菲尔克牧师在瑞比灵的林登酒店前

由于其疗法包含了黏土和黏土浴的运用，菲尔克也经常被称为黏土牧师。菲尔克的养生之道包括健康饮食和户外运动。他的病人被给予几乎无肉的膳食，运用康复泥土和户外锌浴缸冷水浴，而且必须睡在暴露于阳光空气的小棚屋的泥土地面或草编袋上。
由于其疗法包含了黏土和黏土浴的运用，菲尔克也经常被称为黏土牧师。菲尔克的养生之道包括健康饮食和户外运动。他的病人被给予几乎无肉的膳食，运用康复泥土和户外锌浴缸冷水浴，而且必须睡在暴露于阳光空气的小棚屋的泥土地面或草编袋上。
菲尔克是一位教师和牧师女儿的后代，在研究神学和参加了几期医学演讲之后，开始对医学问题产生了兴趣。同时，他也对药用植物和当时著名的自然疗法医师哈能曼（Hahnemann）（和疗医学创始人）和普里斯尼茨（Priessnitz）（水疗法）很感兴趣。他在克朗伯格（Cronenberg）教区的首个任期内，在白喉流行时期用和疗医药为病人治疗，赢得了患者的尊重。1894年，他作为瑞比邻新教乡村教堂的牧师开始了其执事工作。1896年，一些当地居民在瑞比邻建立了一所和疗医药学会来支持菲尔克的工作，因为大多数情况下，他分发的和疗药物是免费的。
菲尔克被认为是复合和疗医学之父，因为他突破了哈能曼的学说，开始联合不同的活性药物来治疗慢性疾病。1897年，菲尔克和几位镇议员前往哈茨山（Harz Mountains），去参观由当时另一位著名的自然疗法实践者——阿道夫·鞠思特（Adolf Just）在那里的艾克陶（Eckertal）新近发现的“活力之泉”，也即疗养胜地。这次旅程无疑给菲尔克留下了深刻印象，使他决意在瑞比邻创建一个类似的温泉疗养地。
在离乡村教堂不远的瑞比邻湖附近，以50000金马克（今天仅不到250000欧元）购得了大量的草场和农田，温泉疗养地的设计倾注了相当大的个人努力。配置了50间露天小屋作为100到200人的宿舍，并建起了一些亭子作为放松和休闲之双处。活力之泉疗养地落成于1898年，仍然是莫尔斯（Moers）最受欢迎的公园之一。由于沐浴疗法、体育运动和柔软体操都需要脱去衣服进行，有两所沐浴公园用栅栏篱笆围起来，一所供男性使用，另一所供女性使用。菲尔克建立了欣欣向荣的温泉疗养事业，起先在瑞比邻，后来在伯德·索伯恩海姆。
尽管最初以为疗养胜地的原始规模已经足够充裕，而五月到十月的季节有多达400人次的温泉游客在瑞比邻，他们中的许多人不得不寄宿于私人公寓。许多温泉游客来自很远的地方，包括美国、英国和俄罗斯。这为小镇尤其是酒店业带来了巨大的经济刺激。1914年，活力之泉酒店建成。然而，由于对村民来说太过不同寻常，这一新举措遭到了毫不留情的抨击。因为温泉游客在治疗过程中是全裸的，菲尔克被指责危害道德，对这项控诉他极力为自己辩护。当要求增加栅栏到3米高的条件没有得到及时满足时，沐浴公园在1899年间被短暂关闭。教会当局也认为菲尔克的行为有嫌疑。尽管进行过调查，但会众确信菲尔克一直在履行他的牧师职责。这些批评之声无法阻止羽翼丰满的菲尔克的行迹。到1914年，菲尔克温泉已经在柏林（Berlin）、亚琛（Aachen）、克雷菲尔德（Krefeld）、凯特维希（Kettwig）、多特蒙德（Dortmund）和斯德丁（Stettin）等地建成。这些机构只有经过菲尔克的培训和授权，获得了菲尔克的批准才能使用以“瑞比邻”或“菲尔克”命名的疗法。在此期间，菲尔克学会在德国成立，全体成员超过2500名，菲尔克杂志也在这一时期出版。

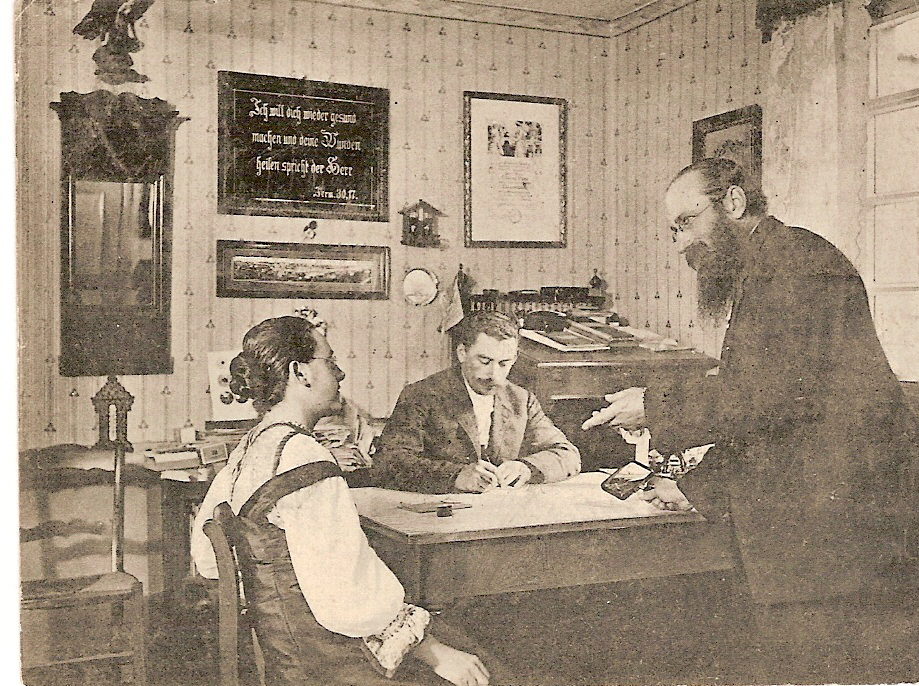
菲尔克牧师在他瑞比灵的医务室

第一次世界大战爆发后，发展突然中断，温泉疗养设施被用作了军队医院。此外事实上，菲尔克在1912年因为不忠行为已经被迫放弃了教区长职务，由于这之后他继续免费提供和疗治疗，现在他完全没有了收入。因此，菲尔克在1915年移居到索伯恩海姆，同他的一个学生住在一起，在那儿他再一次建起了兴旺的温泉疗养地。
战后，尽管菲尔克每14天去往瑞比邻一次，那儿的温泉疗养事业再也没有恢复到起初一度达到的水平。结果温泉疗养地关闭了，活力之泉学会终止把酒店卖给了旅店老板，并在1934年停止了所有的活动。菲尔克生活在索伯恩海姆直到去世。他是纳赫河（Nahe River ）旁这一小镇何以成为最负盛名的温泉疗养地的一个很大的原因。也正因于此，纪念他荣誉的纪念碑被树立于此，他被奉为荣誉居民，这里还有一座菲尔克博物馆。

## 成就

### 虹膜诊断学
菲尔克凭借对虹膜诊断学的运用而驰名。虽然这项技术是一种被许多医生欣然接受的诊断方法，但也有许多人回避使用它。共计16宗诉讼指控菲尔克造成身体伤害，而且最后一宗案件甚至指控他谋杀，但菲尔克最终被宣告无罪。在1909年的最终审讯中，菲尔克必须在一些像外科医生和枢密院官员加雷（Garre）这样非常杰出的医生面前，仅凭观察虹膜对20名患者进行诊断。菲尔克申辩道，    患者作为一个有能力将其自身情感和身体疾病相关联的人类，其治疗师的常规询问程序是被医生所刻意回避的。正确的诊断有多少无法得知，但他说服了法官。

### 菲尔克疗法
菲尔克疗法包含以下基本内容：
1. 菲尔克坐浴
2. 阳光空气浴
3. 黏土浴
4. 地板睡眠（躺在地上或晚上在地板上睡觉）

治疗辅以接近全素的膳食，包含充足的蔬菜、生小麦、土豆和水果，利用这些，菲尔克希望通过低营养摄入（营养不良）为机体解毒。对一些病人，菲尔克依据他们的诊断制定了不同的食谱。1992年，赤脚走激发了菲尔克的灵感令他在伯德·索伯恩海姆创立了这一疗法。在一个3.5公里的环路上有着不同的配置，包括像天然石头、砂砾、木头、泥浆池、水、平衡木和植草带，来激活感官、足底放松区域和肌肉骨骼系统。直到今天，仍然有一定数量的菲尔克学会。
伯德·索伯恩海姆继续作为菲尔克疗法的一个中心，拥有3所疗养胜地，另外一个在兰河（Lahn）的迪茨（Diez），还有一个在梅德斯海姆Meddersheim（在伯德·索伯恩海姆附近）。黏土疗法和虹膜诊断学成为了21世纪早期自然疗法实践的既定内容。菲尔克虹膜研究所建立于1984年。伯德·索伯恩海姆还有一个负责菲尔克疗法事务所的医疗工作团队，和一个复合和疗药剂的制造厂商——哈维特制药有限两合公司（Hevert-Arzneimittel GmbH & Co. KG）。像科耐普（Kneipp）、普利兹尼茨（Preissnitz）、芮克丽（Rikli）、库恩（Kuhne）、杰斯特（Just）。菲尔克是有影响力的非专业医生之一，在20世纪早期自然疗法发展中扮演了重要角色。尽管如此，菲尔克从来没有隐瞒过，事实上他并不觉得自己是新疗法的发明者。“和疗医学以它的朴素和一致赢得了我，它是我整个方法的基石……”虽然菲尔克牧师初期开据的大多是单一和疗药物，随后在他的实践经验基础上创立了复合和疗药物。在后来的十年中他专门使用这些药物，其作用原理是：如果对当前大部分病人的复杂疾病给予复合药剂，疗效将是最迅速的。